# Bungalow (film, 2022)
Pour plus de détails, voir Fiche technique et Distribution.
Bungalow est une comédie québécoise réalisée par Lawrence Côté-Collins, sortie en 2022.

## Fiche technique
Sauf indication contraire, les informations mentionnées dans cette section peuvent être confirmées par les bases de données cinématographiques IMDb et Allociné,  présentes dans la section « Liens externes ».
- Titre original : Bungalow
- Réalisation : Lawrence Côté-Collins
- Scénario : Lawrence Côté-Collins et Alexandre Auger
- Musique : Éric Graveline
- Décors : Marie-Ève Crépeau, Marie-Josée Goulet et Félix Poirier
- Costumes : Caroline Bodson
- Photographie : Vincent Biron
- Son : Benoît Dame
- Montage : Jules Saulnier
- Production : Hany Ouichou et Luc Vandal
- Sociétés de production : Coop Vidéo de Montréal
- Société de distribution : Vues du Québec Distribution
- Budget :
- Pays de production :  Canada
- Langue originale : français
- Format :
- Genre : Comédie
- Durée : 102 minutes
- Dates de sortie :
  - Estonie : 18 novembre 2022 (Talinn)
  - Canada : 7 avril 2023
  - France : 
    - 22 août 2023 (Angoulême)
    - 6 décembre 2023 (en salles)

## Distribution
- Guillaume Cyr : Jonathan Tardif
- Sonia Cordeau : Sarah Ménard
- Geneviève Schmidt : Cynthia
- Ève Landry : Josée
- Benoît Mauffette : Steve
- Martin Larocque : Jim
- Anaïs Favron : l'animatrice du Décor à Gogo
- Sylvie Léonard : Marie, la mère de Sarah
- Antoine Vézina : l'expert en nettoyage
- Alain Zouvi : Guy, le père de Sarah